# Leung Chun-ying
Leung Chun-ying, più comunemente noto CY Leung (梁振英T, Liáng ZhènyīngP; Hong Kong, 12 agosto 1954), è un imprenditore, economista e politico cinese, 3° capo dell'esecutivo di Hong Kong.  È stato eletto il 25 marzo 2012, prendendo ufficialmente l'incarico di governatore della RAS di Hong Kong il 1º luglio dello stesso anno, succedendo a Donald Tsang. Il suo mandato è scaduto il 1º luglio 2017, con l'insediamento di Carrie Lam.
Geometra di professione, Leung è entrato in politica quando ha iniziato a far parte del Comitato consultivo della legge fondamentale di Hong Kong (HKBLCC) nel 1985 e ne è diventato il segretario generale nel 1988. Nel 1999 è stato nominato convocatore del Consiglio esecutivo di Hong Kong, una posizione che ha ricoperto fino al 2011, quando si è dimesso per candidarsi alle elezioni dell'amministratore delegato del 2012. Inizialmente considerato perdente, Leung ha condotto una campagna di successo contro il favorito Henry Tang  ricevendo 689 voti dal comitato elettorale e con il sostegno dell'ufficio di collegamento.
All'inizio della sua amministrazione, il governo Leung affrontare nel 2014 una diffusa disobbedienza civile che prendeva di mira le proposte di riforma costituzionale del governo, la diffusa disobbedienza civile, l'istruzione nazionale e le proteste della rete televisiva di Hong Kong. Il movimento di protesta ha guadagnato l'attenzione globale come la "Rivoluzione degli ombrelli". Dopo le proteste del 2014, il governo di Leung ha dovuto affrontare i disordini civili di Mong Kok del 2016. Durante la sua campagna elettorale e la sua governance, Leung ha anche dovuto affrontare accuse relative alla ricezione di un pagamento di 50 milioni di dollari di Hong Kong da parte dell'UGL (accordo Leung Chun-ying-UGL), che hanno spinto le indagini iniziali da parte del Parlamento australiano. Il mandato di Leung coincise con l'aumento dell'instabilità sociale, del localismo a Hong Kong e di un movimento indipendentista per la separazione di Hong Kong dalla sovranità cinese. Nel dicembre 2016, Leung annunciò che non avrebbe cercato un secondo mandato, il primo a farlo.
Nei Pandora Papers, un’importante fuga di dati sui paradisi fiscali pubblicata nel 2021, Leung viene nominato azionista, direttore o beneficiario di società offshore. Ha negato le accuse.

## Biografia
Leung è nato al Queen Mary Hospital, l'ospedale universitario dell'Università di Hong Kong, a Pok Fu Lam, Hong Kong, il 12 agosto 1954 da Leung Zung-Jan (梁忠恩, originariamente梁中恩) e Kong Sau-Zi di origine Shandong. Ha una sorella maggiore e una minore. La famiglia di Leung è originaria del villaggio di Xidoushan (西豆山村) vicino a Weihai nella provincia di Shandong, Cina. A causa della carenza di lavoratori qualificati nell'ex colonia della corona di Hong Kong negli anni '30, il padre di Leung fu reclutato per lavorare a Hong Kong insieme ad altri agenti di polizia della Repubblica Cinese. All'epoca, la polizia di Hong Kong si riferiva casualmente a questi compatrioti dello Shandong come “poliziotti dello Shandong” (山東差). 
In quanto membri della polizia di Hong Kong, alla famiglia all'epoca era permesso vivere in appartamenti nei cosiddetti dormitori della polizia di Hong Kong. Il padre di Leung, di stanza al Palazzo del Governo di Hong Kong, era severo nel crescere i suoi figli. Leung ha frequentato la scuola del King's Catholic College sull'isola di Hong Kong, dove era compagno di classe del futuro attivista democratico Lau San-ching. e ha ricevuto cinque anni di finanziamenti dal Dipartimento di Polizia di Hong Kong per i buoni risultati accademici. Tuttavia, nei voti finali, Leung non riuscì a soddisfare i requisiti minimi per l'ammissione all'università di Hong Kong e successivamente completò una laurea in geografia presso l'allora Politecnico di Hong Kong - dal 1994 l'Università Politecnica di Hong Kong. Dopo la laurea nel 1974, si recò in Gran Bretagna e nel 1977 conseguì una laurea in gestione immobiliare presso l'Università dell'Inghilterra occidentale.

### Carriera aziendale
Leung è tornato a Hong Kong dopo essere diventato geometra ed è entrato a far parte della società immobiliare Jones Lang Wootton, dove ha lavorato per cinque anni.  All'età di 30 anni, fu nominato vicepresidente della filiale JLW di Hong Kong e si dice che guadagnasse uno stipendio annuo di 10 milioni di dollari di Hong Kong.
Leung divenne il consulente immobiliare di Zhu Rongji quando Zhu fu sindaco e capo del partito a Shanghai dal 1987 al 1991. Zhu in seguito divenne vice-premier e poi quinto premier della Repubblica popolare cinese dal marzo 1998 al marzo 2003.  Successivamente, nel 2013, Leung nominò Levin Zhu Yunlai, il figlio maggiore dell'ex premier Zhu Rongji, come consigliere nel Consiglio per lo sviluppo dei servizi finanziari del governo di Hong Kong.
Dal 1995 al 1996, Leung è stato presidente dell'Hong Kong Institute of Surveyors. Ex presidente della filiale di Hong Kong della Royal Institution of Chartered Surveyors, è diventato consigliere onorario dei governi locali di Shenzhen, Tianjian e Shanghai sulla riforma agraria. Ha anche assunto la carica di consigliere economico internazionale per l'Hebei.
Dal 2002 al 2007, Leung è stato membro del consiglio di amministrazione della società bancaria DBS Group Holdings Ltd e DBS Bank Hong Kong Ltd di proprietà del governo di Singapore.

## Soprannomi
All'inizio della sua carriera, nel 1980, quando cominciò a guadagnare uno stipendio annuo di 10 milioni di dollari di Hong Kong, gli fu dato il soprannome di "Imperatore della classe operaia" (打工皇帝S).
Più tardi, durante la sua campagna per le elezioni CE, in tutto il territorio venne soprannominato "Il lupo" da alcuni oppositori, alludendo alla sua astuzia  e come gioco di parole tra il suo nome e la parola cinese per lupo.  Altri lo chiamavano "Dracula", dati i suoi denti prominenti. Leung è stato anche associato e caricaturato come "Lufsig" - un peluche dell'IKEA - dopo che un manifestante antigovernativo gliene lanciò uno nel dicembre 2013  durante una riunione in municipio. Lufsig è un lupo di peluche, il cui nome cinese originale nella Cina continentale "路姆西" assomiglia a un linguaggio volgare in cantonese, con grande gioia dei cittadini di Hong Kong che lo detestano.
Da quando è diventato amministratore delegato, a Leung è stato conferito il soprannome peggiorativo "689", riferendosi allo scarso numero di voti che lo hanno eletto in carica, ed è anche usato ironicamente per simboleggiare la mancanza di rappresentanza della volontà del popolo di Hong Kong in generale.  Puma, che ha pubblicato l'immagine di un cartellino identificativo di un corridore in facsimile recante il numero "D7689" sulla sua pagina Facebook per pubblicizzare il suo coinvolgimento nella maratona di Hong Kong del 2015, ricevette un reclamo secondo cui era stato irrispettoso nei confronti di Leung, poiché le iniziali "D7" erano percepite come quelle di un linguaggio volgare cantonese.  Prendendo in giro la denuncia, membri del pubblico hanno perlustrato la città e hanno trovato molti esempi di eventi innocenti del numero irriverente.

## Vita privata
Nel 1981, Leung sposò Regina Ching Yee Higgins, il cui padre era un ufficiale della Royal Hong Kong Police. Indagando sul suo passato, Apple Daily ha rivelato che Higgins, comunemente ritenuta avere il cognome Tong, in realtà aveva cambiato il suo nome in Higgins all'età di tre anni, attraverso il quale ha acquisito con successo la nazionalità britannica. Si è quindi qualificata per studiare nel Regno Unito come cittadina britannica e, in quanto tale, potrebbe aver beneficiato di tasse universitarie ridotte. Il suo nome sul certificato di matrimonio della coppia porta il nome "Regina Ching Yee Higgins". Dopo il suo matrimonio con Leung, cambiò il suo nome in Leung Tong Ching Yee Regina. Né Tong né l'ufficio del capo dell'esecutivo hanno risposto alle domande sui suoi cambi di nome. Nonostante le valutazioni gravemente impopolari di Leung come capo dell'esecutivo di Hong Kong, sua moglie lo ha difeso pubblicamente. La coppia ha due figlie e un figlio. Durante gli anni '90, Leung aveva pubblicamente escluso di mandare i suoi figli a scuola all'estero, ma anni dopo i suoi figli hanno studiato in Gran Bretagna e poi hanno lavorato all'estero. Dopo la sua elezione a capo dell'esecutivo nel 2012, Leung ha dichiarato che sua moglie e i suoi figli erano cittadini cinesi.
Una delle sue figlie, Chai-yan Leung, attirava regolarmente l'attenzione dei media per il suo sfacciato comportamento pubblico. Ha postato commenti sul suo account Facebook ed è apparsa in diverse interviste a riviste, in cui ha parlato della sua depressione e del suo rapporto burrascoso con i suoi genitori, principalmente sua madre. Nel 2014, Chai-yan ha pubblicato un'immagine presumibilmente di lei in una vasca da bagno con i polsi tagliati. Nel marzo 2015, ha pubblicato una raffica di messaggi su Facebook dopo una lite con sua madre in cui affermava di essere stata presa a calci, schiaffeggiata e insultata; la polizia e il servizio di ambulanza sono stati chiamati al Palazzo del Governo. Dopo che la sua pagina Facebook è stata rimossa, ha pubblicato un messaggio su Instagram in cui affermava di essere uscita di casa definitivamente. CY Leung ha supplicato i media e il pubblico per avere un po' di spazio.
La figlia minore di Leung, Chung-yan, è stata coinvolta in una controversia nelle prime ore del 28 marzo 2016 all'aeroporto internazionale di Hong Kong. Secondo quanto riferito, Chung-yan aveva lasciato il suo bagaglio a mano nella sala partenze dopo aver superato i controlli di sicurezza per imbarcarsi su un volo per San Francisco. Secondo Apple Daily, i testimoni hanno affermato che sua moglie Regina Tong, che aveva accompagnato la figlia all'aeroporto, ha ingaggiato una lunga discussione con il personale dell'aeroporto per far sì che il personale riunisse sua figlia con la sua borsa mancante. Il personale ha insistito sul mantenimento della procedura per consentire al passeggero di uscire dalla zona protetta per recuperare qualsiasi oggetto mancante e passare nuovamente attraverso i controlli di sicurezza. Secondo quanto riferito, Leung Chung-yan ha telefonato a suo padre per chiedere aiuto per risolvere l'impasse. Il telefono è stato passato al personale della compagnia aerea, che ha portato a Leung la sua borsa, chiarendo che avevano fatto un'eccezione; si è imbarcata sul suo volo pochi minuti dopo.  
Leung ha negato di aver abusato di potere ordinando al personale della compagnia aerea di recuperare la borsa di Chung-yan in violazione delle linee guida di sicurezza. A seguito della notizia dell'incidente, l'Autorità aeroportuale ha rilasciato una dichiarazione in cui nega che sia contro la procedura esistente per chiunque non sia il passeggero recuperare i bagagli smarriti dai controlli di sicurezza dell'aeroporto e portarli nell'area riservata e attraverso i controlli di sicurezza. In un'apparente allusione all'incidente, il Quotidiano del Popolo scrisse un commento affermando che sarebbe stato meglio se ci fossero state un po' meno "procedure speciali per cose speciali". La Federazione degli equipaggi di cabina di Hong Kong ha chiesto colloqui diretti con il direttore generale del Dipartimento dell'Aviazione Civile in merito al "pericoloso precedente" stabilito da Leung. Centinaia di membri del sindacato si sono uniti ai sostenitori in un sit-in di protesta all'aeroporto a cui hanno partecipato tra le 1.000 e le 2.500 persone. La popolarità di Leung come capo dell'esecutivo è precipitata a un nuovo minimo storico durante il mese di aprile, dopo che l'incidente è stato reso pubblico. 
Nel dicembre 2022, Leung è risultato positivo al COVID-19 dopo essere tornato a Hong Kong da Singapore e dalla Cambogia.